# روپیت
روپیت (به لاتین: Rupite) یک منطقهٔ مسکونی در بلغارستان است که در شهرستان پتریچ واقع شده‌است. روپیت ۹٬۲۵۷ کیلومتر مربع مساحت دارد ۱۴۷ متر بالاتر از سطح دریا واقع شده‌است.